# フェノール-O-メチルトランスフェラーゼ
フェノール-O-メチルトランスフェラーゼ(Phenol O-methyltransferase、EC 2.1.1.25)は、以下の化学反応を触媒する酵素である。
S-アデノシル-L-メチオニン + フェノール {\displaystyle \rightleftharpoons } S-アデノシル-L-ホモシステイン + アニソール
従って、基質はS-アデノシルメチオニンとフェノールの2つ、生成物はS-アデノシル-L-ホモシステインとアニソールの2つである。
この酵素は、転移酵素、特にメチル基を転移するメチルトランスフェラーゼに分類される。系統名は、S-アデノシル-L-メチオニン:フェノール　O-メチルトランスフェラーゼ(S-adenosyl-L-methionine:phenol O-methyltransferase)である。PMTと呼ばれることもある。この酵素は、チロシン代謝に関与している。